# جامع محمد الأمين
جامع محمد الأمين في بيروت، لبنان هو مسجد يقع في ساحة الشهداء في وسط العاصمة اللبنانية بيروت. ويعتبر من أضخم مساجد لبنان وأفخمها ويتسع لنحو خمسة آلاف شخص.

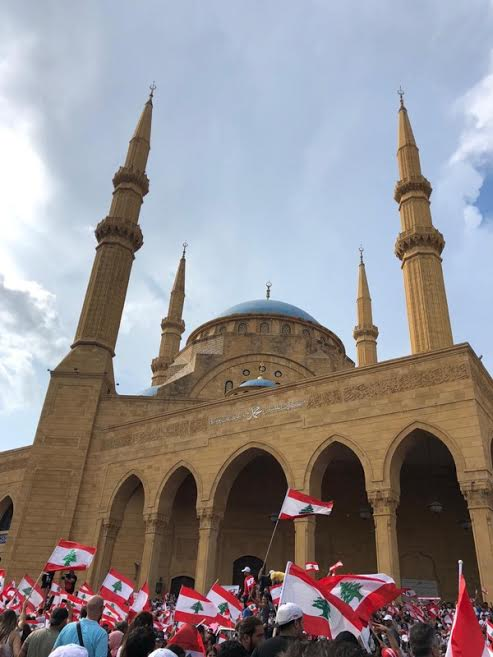

تأسس الجامع في بداية الأمر كزاوية صوفية في 1853 حملت اسم «زاوية الشيخ محمد أبو النصر» (مواليد 1801) حيث منح السلطان العثماني عبد المجيد (1839-1861) قطعة أرض للشيخ تقديرا لجهوده الدينية لينشئ الشيخ زاوية للتعبد والتعليم الديني وإقامة الأذكار الصوفية. لاحقا قام الشيخ بتحويل الزاوية إلى جامع صغير حمل اسم (محمد الأمين) نسبة لرسول الإسلام محمد.
في منتصف القرن العشرين برزت فكرة توسيع الجامع وجمعت التبرعات لهذا الغرض إلا أن الحرب الأهلية في البلاد أجلت المشروع لأجل غير مسمى، وفي 2002 وضع حجر أساس بناء الجامع الحالي على أنقاض المسجد القديم رئيس الوزراء اللبناني الراحل رفيق الحريري.
تبلغ مساحة بناء الجامع المطل على ساحة الشهداء وشارع الأمير بشير الإجمالية 10700 متر مربع موزعة على أربع طبقات وبه قباب طليت باللون الأزرق اللازوردي وأربعة مآذن يمكن رؤيتها من عدة مناطق في بيروت وقد صمم على الطراز العثماني واللبناني فيما الزخارف والتفاصيل المعمارية على الطابع المملوكي فيما زينت أسقفه بثريات ضخمة من الكريستال.
بالقرب من الجامع يقع ضريح رئيس الوزراء اللبناني رفيق الحريري الذي قضى اغتيالا في تفجير استهدف موكبه في 14 فبراير 2005.